# USS Charleston (C-2)
USS Charleston – amerykański krążownik pancernopokładowy, który wszedł do służby w amerykańskiej marynarce wojennej w 1889 roku. Zatonął po wejściu na rafę w pobliżu Luzonu w 1899 roku.

## Projekt i budowa
3 marca 1885 roku podjęto decyzję o budowie okrętów, wśród których był nowy typ krążownika, który miał powstać w oparciu o projekt zakupiony w brytyjskiej stoczni. Projekt bazował na zbudowanym w 1885 roku dla Japonii krążowniku „Naniwa”.
Budowa okrętu rozpoczęła się 20 stycznia 1887 roku w stoczni Union Iron Works w San Francisco. Wodowanie okrętu nastąpiło 19 lipca 1888 roku, wejście do służby 26 grudnia 1889 roku.

## Służba

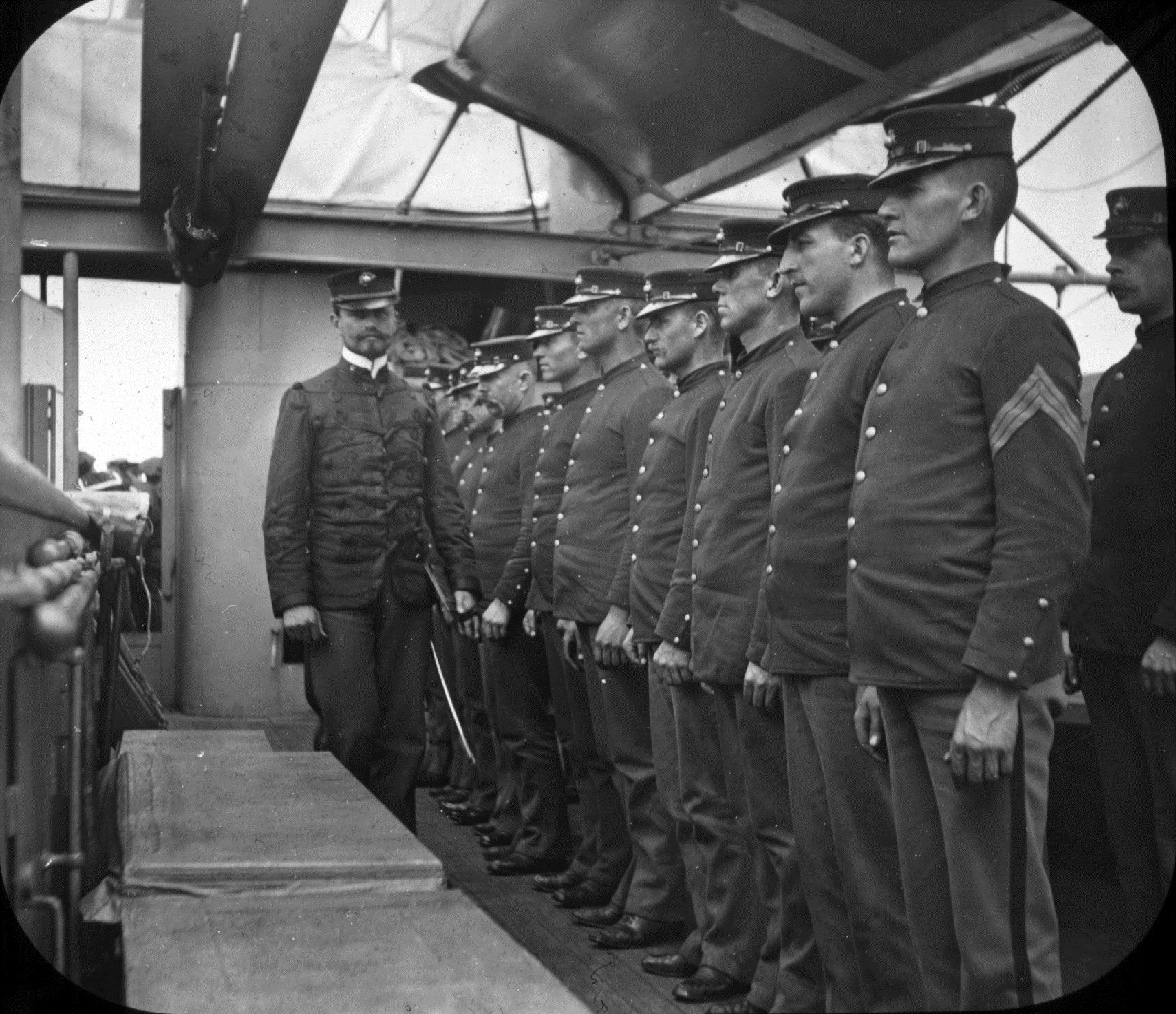
Załoga krążownika USS „Charleston”

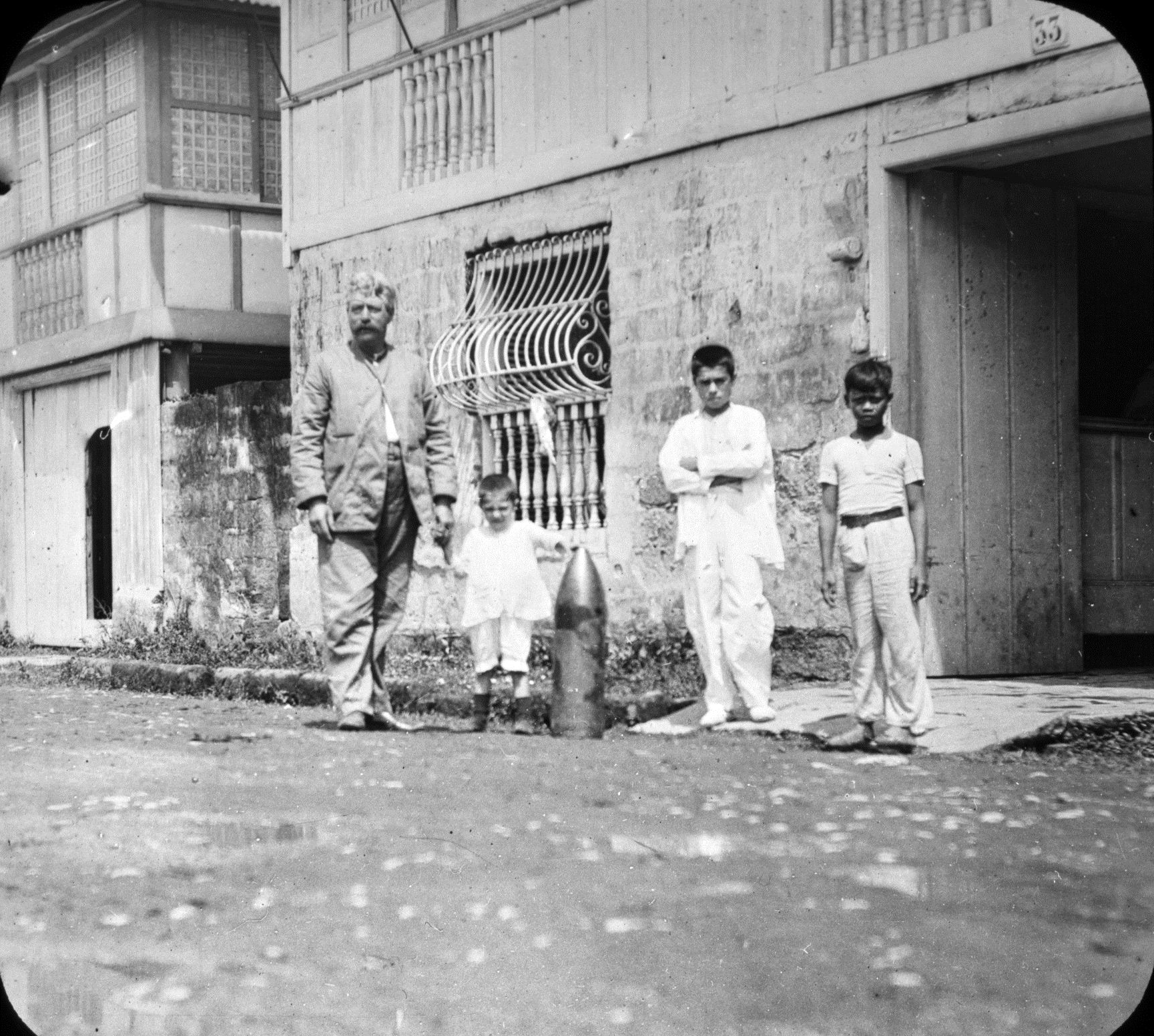
Pocisk artyleryjski wystrzelony z krążownika USS „Charleston”

Po wejściu do służby „Charleston”, w kwietniu 1890 roku został okrętem flagowym Eskadry Pacyfiku i operował w rejonie wschodniego Pacyfiku. W styczniu 1891 roku przewiózł z San Francisco na Hawaje ciało króla Hawajów Kalākaua. Pomiędzy sierpniem a grudniem 1891 roku okręt był jednostką flagową Eskadry Azjatyckiej. Następnie do października 1892 roku ponownie wchodził w skład Eskadry Pacyfiku. W lutym 1893 roku okręt dotarł na wschodnie wybrzeże Stanów Zjednoczonych, gdzie 26 kwietnia wziął udział w paradzie morskiej w pobliżu Nowego Jorku, w ramach wystawy światowej w Chicago. W 1894 roku okręt powrócił do Eskadry Azjatyckiej. 27 lipca 1896 roku, po powrocie do San Francisco okręt został wycofany ze służby.

### Wojna amerykańsko-hiszpańska
Po wybuchu wojny amerykańsko-hiszpańskiej, 5 maja 1898 roku, „Charleston” ponownie wszedł do służby i udał się na Hawaje, skąd na czele trzech jednostek transportujących żołnierzy, udał się do Guam w celu zdobycia tej należącej do Hiszpanii wyspy. 21 czerwca wyspa poddała się Amerykanom, a jej garnizon składający się z 59 osób został wzięty do niewoli. 30 czerwca 1898 roku, okręt dołączył do sił blokujących Zatokę Manilijską. 13 sierpnia brał udział w ostrzale Manili, co przyczyniło się do upadku bronionego przez siły hiszpańskie miasta. Przez kolejne miesiące okręt wspierał siły amerykańskie walczące z filipińskimi powstańcami.
2 listopada 1899 roku „Charleston” wszedł na rafę i zatonął w rejonie Luzonu.